# Canton de Châtenois
Le canton de Châtenois est une ancienne division administrative française, située dans le département des Vosges et la région Lorraine.

## Composition
| Nom                          | Code Insee | Intercommunalité                         | Superficie (km2) | Population (dernière pop. légale) | Densité (hab./km2) |
| ---------------------------- | ---------- | ---------------------------------------- | ---------------- | --------------------------------- | ------------------ |
| Châtenois (chef-lieu)        | 88095      | CC de l'Ouest Vosgien                    | 17,57            | 1 705 (2014)                      | 97                 |
| Aouze                        | 88010      | CC de l'Ouest Vosgien                    | 11,21            | 182 (2014)                        | 16                 |
| Aroffe                       | 88013      | CC de l'Ouest Vosgien                    | 8,51             | 90 (2014)                         | 11                 |
| Balléville                   | 88031      | CC de l'Ouest Vosgien                    | 6,25             | 111 (2014)                        | 18                 |
| Courcelles-sous-Châtenois    | 88117      | CC de l'Ouest Vosgien                    | 2,33             | 83 (2014)                         | 36                 |
| Darney-aux-Chênes            | 88125      | CC de l'Ouest Vosgien                    | 2,44             | 56 (2014)                         | 23                 |
| Dolaincourt                  | 88137      | CC de l'Ouest Vosgien                    | 2,60             | 89 (2014)                         | 34                 |
| Dommartin-sur-Vraine         | 88150      | CC de l'Ouest Vosgien                    | 7,10             | 318 (2014)                        | 45                 |
| Gironcourt-sur-Vraine        | 88206      | CC de l'Ouest Vosgien                    | 7,51             | 967 (2014)                        | 129                |
| Houécourt                    | 88241      | CC Terre d'Eau                           | 9,91             | 433 (2014)                        | 44                 |
| Longchamp-sous-Châtenois     | 88274      | CC de l'Ouest Vosgien                    | 4,85             | 78 (2014)                         | 16                 |
| Maconcourt                   | 88278      | CC de l'Ouest Vosgien                    | 4,90             | 85 (2014)                         | 17                 |
| Morelmaison                  | 88312      | CC de l'Ouest Vosgien                    | 5,48             | 202 (2014)                        | 37                 |
| La Neuveville-sous-Châtenois | 88324      | CC de l'Ouest Vosgien                    | 7,41             | 379 (2014)                        | 51                 |
| Ollainville                  | 88336      | CC de l'Ouest Vosgien                    | 6,31             | 65 (2014)                         | 10                 |
| Pleuvezain                   | 88350      | CC de l'Ouest Vosgien                    | 3,80             | 79 (2014)                         | 21                 |
| Rainville                    | 88366      | CC de l'Ouest Vosgien                    | 8,61             | 275 (2014)                        | 32                 |
| Removille                    | 88387      | CC de l'Ouest Vosgien                    | 7,55             | 205 (2014)                        | 27                 |
| Rouvres-la-Chétive           | 88401      | CC de l'Ouest Vosgien                    | 11,33            | 456 (2014)                        | 40                 |
| Saint-Paul                   | 88431      | CC de l'Ouest Vosgien                    | 4,90             | 141 (2014)                        | 29                 |
| Sandaucourt                  | 88440      | CC Terre d'Eau                           | 10,78            | 182 (2014)                        | 17                 |
| Soncourt                     | 88459      | CC de l'Ouest Vosgien                    | 3,91             | 48 (2014)                         | 12                 |
| Vicherey                     | 88504      | CC du Pays de Colombey et du Sud Toulois | 5,88             | 166 (2014)                        | 28                 |
| Viocourt                     | 88514      | CC de l'Ouest Vosgien                    | 4,75             | 154 (2014)                        | 32                 |
| Vouxey                       | 88523      | CC de l'Ouest Vosgien                    | 23,28            | 153 (2014)                        | 6,6                |

## Représentation

### Conseillers d'arrondissement (de 1833 à 1940)
Le canton de Châtenois avait deux conseillers d'arrondissement.
| Période                                  | Période | Identité                            | Étiquette   | Qualité |
| ---------------------------------------- | ------- | ----------------------------------- | ----------- | --- |
| 1833                                     | 1848    | François Gabriel de Légier          |             | Propriétaire, maire de Sandaucourt                                                                          |
| 1833                                     | 1841    | François Sacquin                    |             | Notaire, ancien adjoint au maire d'Houécourt                                                                |
| 1842                                     | 1848    | Jean-François Rapin (1784-1857)     |             | Propriétaire rentier à Pleuvezain                                                                           |
|                                          |         |                                     |             | |
| 1909                                     | 1913    | Edmond de Saint-Sulpice (1849-1922) | Libéral     | Négociant en boucherie à Châtenois                                                                          |
| 1913                                     | 1919    | M. Quintard                         | Républicain | Médecin |
|                                          | 1923    | Jules Brenel                        | RG          | Maire de Châtenois                                                                                          |
| 1919                                     | 1925    | Albert Chailly                      |             | Négociant à Rouvres-la-Chétive                                                                              |
| 1925                                     | 1937    | Paul Bonnel                         | Rad.        | Maire de Dommartin-sur-Vraine                                                                               |
| 1925                                     | 1931    | Hubert-Alfred Dorget                | Rad.        | Adjoint au maire de Châtenois                                                                               |
| 1931                                     | 1940    | Jean Sépulchre (1874-1950)          | Droite-PSF  | Ingénieur des Mines, directeur des verreries, conseiller municipal de Gironcourt-sur-Vraine                 |
| 1937                                     | 1940    | Marcel Fourtier                     | URD         | Médecin à Houécourt                                                                                         |
| 1940                                     |         |                                     |             | Les conseils d'arrondissement ont été suspendus par la loi du 12 octobre 1940 et n'ont jamais été réactivés |
| Les données manquantes sont à compléter. |         |                                     |             | |

### Conseillers généraux de 1833 à 2015
| Période                                  | Période          | Identité                                      | Étiquette     | Qualité |
| ---------------------------------------- | ---------------- | --------------------------------------------- | ------------- | --- |
| 1833                                     | 1839             | Claude-Antoine-Gabriel de Choiseul-Stainville |               | Militaire Maire d'Houécourt (1810-1838) Président du conseil général des Vosges (1818-1819, 1822-1831 et 1834-1835) |
| 1839                                     | 1841 (démission) | Etienne de Marmier                            |               | Capitaine d'artillerie, propriétaire à Houécourt |
| 1841                                     | 1853             | François Sacquin                              |               | Notaire Maire d'Houécourt (1839-1857), conseiller d'arrondissement |
| 1853                                     | 1862 (décès)     | Constant Sacquin (1827-1862)                  |               | Avocat, propriétaire à Houécourt |
| 1863                                     | 1871             | Charles Joseph du Pasquier de Dommartin       |               | Officier de cavalerie, chef d'escadron Député (1869-1870) |
| 1871                                     | 1876 (démission) | Isidore-François Perrut                       |               | Officier de santé à Châtenois |
| 1876                                     | 1898             | Ernest Lambert (1820-?)                       | Républicain   | Inspecteur des forêts en retraite à Châtenois |
| 1898                                     | 1904             | Charles Soyer                                 | Républicain   | Médecin Maire de Vicherey (1896-1899) |
| 1904                                     | 1908 (décès)     | Eugène Aymé                                   | Nationaliste  | Médecin Maire de Châtenois (1904-1906) |
| 1908                                     | 1923 (décès)     | Henri Camus                                   | Rad.          | Docteur-vétérinaire Adjoint au Maire de Châtenois (1912-1923) |
| 1923                                     | 1925 (décès)     | Jules Brenel                                  | RG            | Cafetier Maire de Châtenois (1906-1919), conseiller d'arrondissement |
| 1925                                     | 1928             | Léon Antoine                                  | Rad.          | Négociant Maire de Châtenois (1919-1931) |
| 1928                                     | 1940             | Pierre Molard                                 | URD puis PSF  | Notaire, conseiller municipal d'Houécourt Membre de la Commission administrative départementale (1941-1943) Nommé conseiller départemental en 1943                                                                        |
|                                          |                  |                                               |               | |
| 1945                                     | 1961             | Henri Binot                                   | Rad. puis DVD | Marbrier Maire de Châtenois (1932-1953) |
| 1961                                     | 1993 (décès)     | Jean Virot                                    | RI puis RPR   | Pharmacien Maire de Châtenois (1959-1993) Conseiller régional (1979-1985) |
| 1993                                     | 2015             | Jean-Pierre Florentin                         | RPR puis UMP  | Cadre commercial Vice-président délégué à l'agriculture et aux équipements communaux Maire de Châtenois (1993-2014) Président de la Communauté de communes du Pays de Châtenois Suppléant du député Jean-Jacques Gaultier |
| Les données manquantes sont à compléter. |                  |                                               |               | |

## Démographie
| 1962  | 1968  | 1975  | 1982  | 1990  | 1999  | 2006  | 2011  | 2012  |
| ----- | ----- | ----- | ----- | ----- | ----- | ----- | ----- | ----- |
| 6 161 | 7 011 | 7 522 | 7 575 | 6 963 | 6 573 | 6 829 | 6 839 | 6 828 |